# James Michael Harvey
James Michael Harvey (Milwaukee, 20 de octubre de 1949) es un sacerdote, arzobispo y cardenal estadounidense, que se desempeña como arcipreste de la Basílica Papal de San Pablo Extramuros en Roma. 

## Biografía
Nació en Milwaukee, Estados Unidos de América, el 20 de octubre de 1949. 
Realizó los estudios de teología católica y filosofía.

### Sacerdote
Fue ordenado sacerdote por el papa Pablo VI el 29 de junio de 1975. 
En 1980 entró al servicio diplomático de la Santa Sede. 
El 9 de noviembre de 1994 recibió de parte del papa Juan Pablo II el título de monseñor.

### Episcopado
El papa Juan Pablo II le nombró prefecto de la Casa Pontificia el 7 de febrero de 1998, asignándole la Sede titular de Memphis. El mismo Pontífice fue quien le consagró obispo en la basílica de San Pedro el 19 de marzo del mismo año.
El 29 de septiembre de 2003, con ocasión del XXV aniversario del Pontificado de Juan Pablo II, es elevado a la dignidad arzobispal "pro hac vice". 
El 9 de diciembre de 2008 recibió la Gran Cruz de la Orden del Mérito de la República Federal de Alemania.

### Cardenalato
El 23 de noviembre de 2012 fue nombrado arcipreste de la Basílica Papal de San Pablo Extramuros por el Benedicto XVI. 
El 24 de noviembre de 2012 fue proclamado Cardenal diácono de San Pio V en Villa Carpegna. 
El 13 de enero de 2013 tomó posesión de la basílica de San Pablo Extramuros.
Es miembro de la Congregación para la Evangelización de los Pueblos (confirmado como tal el 30 de enero de 2018 in aliud quinquennium), de la Congregación para las Causas de los Santos (confirmado como tal el 5 de diciembre de 2017 in aliud quinquennium y el 5 de diciembre de 2022 in aliud quinquennium) y de la oficina para la Administración del Patrimonio de la Sede Apostólica (confirmado el 28 de octubre de 2014).
El 4 de mayo de 2021 fue nombrado miembro del Supremo Tribunal de la Signatura Apostólica ad quinquennium.
El 21 de febrero de 2023 fue confirmado como miembro de la Sección para la primera Evangelización y las nuevas Iglesias particulares del Dicasterio para la Evangelización, ad aliud quinquennium.
El 1 de julio de 2024, durante un Consistorio presidido por el papa Francisco, fue promovido a la Orden de los Presbíteros manteniendo la Diaconía elevada pro hac vice a título cardenalicio.

## Sucesión
| Predecesor: Heinrich Forer      | Obispo titular de Memphis 1998 - 2012 con dignidad arzobispal desde 2003 | Sucesor: Michael Wallace Banach |
| Predecesor: Heinrich Forer      | Prefecto de la Casa Pontificia 1998 - 2012                               | Sucesor: Georg Gänswein         |
| Predecesor: Francesco Monterisi | Arcipreste de la Basílica de San Pablo Extramuros 2012                   | Sucesor: En el cargo            |
| Predecesor: José Tomás Sánchez  | Cardenal diácono de San Pio V en Villa Carpegna 2012 - ...               | Sucesor: En el cargo            |